# جيمي روس
جيمي روس (بالإنجليزية: Jimmy Ross)‏ (و. 1866 – 1902 م) هو لاعب كرة قدم، من المملكة المتحدة، ولد في إدنبرة، توفي عن عمر يناهز 36 عاماً.

## روابط خارجية
- جيمي روس على موقع عالم كرة القدم.نت (الإنجليزية)